# Hypolytrum mauritianum
Hypolytrum mauritianum là loài thực vật có hoa trong họ Cói. Loài này được Nees ex Kunth mô tả khoa học đầu tiên năm 1837.